# Genís García Junyent
Genís García Junyent (Sabadell, Barcelona; 7 de junio de 1975) es un exfutbolista español, hermano de los también exjugadores Óscar y Roger.

## Trayectoria
Genís es el mediano de los hermanos García Junyent y, como ellos, se formó en las categorías inferiores del Fútbol Club Barcelona, aunque a diferencia de estos, nunca logró asentarse en el primer equipo.
Su debut con el primer equipo azulgrana tuvo lugar el 8 de noviembre de 1994 —cuando todavía jugaba en el Barcelona C—, en un encuentro amistoso ante el Blackburn Rovers disputado en Almería.
Luego jugó en Segunda División con el FC Barcelona B y disputó algunos amistosos con el primer equipo. El 17 de junio de 1997, durante la final de la Copa Catalunya —perdida ante el CE Europa— coincidió, por primera y única vez con la camiseta azulgrana, con sus dos hermanos sobre el terreno de juego, un hecho que solo los tres hermanos Morris y la saga de los Comamala habían logrado antes. Pocos días después de ese encuentro histórico, Genís era traspasado al Centre d'Esports Sabadell.
Con el equipo de su localidad natal jugó durante nueve temporadas en Segunda División B, llegando a ostentar la capitanía, hasta que en octubre de 2005 se vio obligado a retirarse por culpa de las lesiones.

## Clubes
| Club           | País   | Año       |
| -------------- | ------ | --------- |
| FC Barcelona C | España | 1994-1997 |
| FC Barcelona B | España | 1996-1997 |
| CE Sabadell    | España | 1997-2005 |